# Liste der Asienspielesieger in der Leichtathletik/Medaillengewinnerinnen
Die Liste der Asienspielesieger in der Leichtathletik führt sämtliche Medaillengewinnerinnen bei Asienspielen seit 1951 auf. Sie ist gegliedert nach Wettbewerben, die aktuell zum Wettkampfprogramm gehören, und nach nicht mehr ausgetragenen Wettbewerben.

## Aktuelle Wettbewerbe

### 100 m
| Asienspiele | Asienspiele | Gold                  | Silber                | Bronze              |
| ----------- | ----------- | --------------------- | --------------------- | ------------------- |
| 1951        | Neu-Delhi   | Kiyoko Sugimura       | Roshan Mistry         | Kimiko Okamoto      |
| 1954        | Manila      | Atsuko Nambu          | Mary Klass            | Christine Brown     |
| 1958        | Tokio       | Inocencia Solis       | Sakura Fukuyama       | Yuko Kobayashi      |
| 1962        | Jakarta     | Mona Sulaiman         | Ikuko Yoda            | Takako Inokuchi     |
| 1966        | Bangkok     | Miho Satō             | Ritsuko Sukegawa      | Debra Marcus        |
| 1970        | Bangkok     | Chi Cheng             | Keiko Yamada          | Carolina Rieuwpassa |
| 1974        | Teheran     | Esther Roth           | He Zufen              | Keiko Yamada        |
| 1978        | Bangkok     | Yin Yaping            | Yukiko Osako          | Usanee Laopinkarn   |
| 1982        | Neu-Delhi   | Lydia de Vega         | P. T. Usha            | Mo Myung-hee        |
| 1986        | Seoul       | Lydia de Vega         | P. T. Usha            | Ratjai Sripet       |
| 1990        | Peking      | Tian Yumei            | Wang Huei-chen        | Lee Young-sook      |
| 1994        | Hiroshima   | Liu Xiaomei           | Wang Huei-chen        | Huang Xiaoyan       |
| 1998        | Bangkok     | Li Xuemei             | Li Yali               | Rachita Mistry      |
| 2002        | Busan       | Susanthika Jayasinghe | Lyubov Perepelova     | Qin Wangping        |
| 2006        | Doha        | Goʻzal Xubbiyeva      | Susanthika Jayasinghe | Ruqaya al-Ghasra    |
| 2010        | Guangzhou   | Chisato Fukushima     | Goʻzal Xubbiyeva      | Vũ Thị Hương        |
| 2014        | Incheon     | Wei Yongli            | Chisato Fukushima     | Olga Safronowa      |
| 2018        | Jakarta     | Edidiong Odiong       | Dutee Chand           | Wei Yongli          |
| 2022        | Hangzhou    | Ge Manqi              | Shanti Pereira        | Hajar al-Khaldi     |

### 200 m
| Asienspiele | Asienspiele | Gold               | Silber                | Bronze                |
| ----------- | ----------- | ------------------ | --------------------- | --------------------- |
| 1951        | Neu-Delhi   | Kimiko Okamoto     | Laura Dowdswell       | Mary D'Souza          |
| 1954        | Manila      | Midori Tanaka      | Atsuko Nambu          | Inocencia Solis       |
| 1958        | Tokio       | Yuko Kobayashi     | Stephie D'Souza       | Hiroko Shiojiri       |
| 1962        | Jakarta     | Mona Sulaiman      | Haruko Yamazaki       | Nirmala Dissanayake   |
| 1966        | Bangkok     | Debra Marcus       | Miyoko Tsujishita     | Kishiko Ikeda         |
| 1970        | Bangkok     | Keiko Yamada       | Amelita Alanes        | Carolina Rieuwpassa   |
| 1974        | Teheran     | Esther Roth        | He Zufen              | Emiko Konishi         |
| 1978        | Bangkok     | Usanee Laopinkarn  | Lee Eun-ja            | Junko Kushibuchi      |
| 1982        | Neu-Delhi   | Hiromi Isozaki     | P. T. Usha            | Mo Myung-hee          |
| 1986        | Seoul       | P. T. Usha         | Lydia de Vega         | Park Mi-sun           |
| 1990        | Peking      | Han Qing           | Wang Huei-chen        | Tian Yumei            |
| 1994        | Hiroshima   | Wang Huei-chen     | Susanthika Jayasinghe | Damayanthi Dharsha    |
| 1998        | Bangkok     | Damayanthi Dharsha | Li Xuemei             | Yan Jiankui           |
| 2002        | Busan       | Saraswati Saha     | Ni Xiaoli             | Wiktorija Kowyrewa    |
| 2006        | Doha        | Ruqaya al-Ghasra   | Goʻzal Xubbiyeva      | Susanthika Jayasinghe |
| 2010        | Guangzhou   | Chisato Fukushima  | Vũ Thị Hương          | Goʻzal Xubbiyeva      |
| 2014        | Incheon     | Olga Safronowa     | Wei Yongli            | Chisato Fukushima     |
| 2018        | Jakarta     | Edidiong Odiong    | Dutee Chand           | Wei Yongli            |
| 2022        | Hangzhou    | Shanti Pereira     | Li Yuting             | Edidiong Odiong       |

### 400 m
| Asienspiele | Asienspiele | Gold               | Silber          | Bronze              |
| ----------- | ----------- | ------------------ | --------------- | ------------------- |
| 1966        | Bangkok     | Mary Rajamani      | Han Myung-hee   | Yasuyo Mishima      |
| 1970        | Bangkok     | Kamaljeet Sandhu   | Aviva Balas     | Nobuko Kawano       |
| 1974        | Teheran     | Chee Swee Lee      | Nobuko Kawano   | Junaidah Aman       |
| 1978        | Bangkok     | Saik Oik Cum       | Keiko Nagasawa  | Gao Yanqing         |
| 1982        | Neu-Delhi   | Hiromi Isozaki     | Junko Yoshida   | Padmini Thomas      |
| 1986        | Seoul       | P. T. Usha         | Shiny Abraham   | Hiromi Isozaki      |
| 1990        | Peking      | Li Guilian         | P. T. Usha      | Li Wenhong          |
| 1994        | Hiroshima   | Ma Yuqin           | Zhang Hengyun   | Kutty Saramma       |
| 1998        | Bangkok     | Damayanthi Dharsha | Chen Yuxiang    | Swetlana Bodrizkaja |
| 2002        | Busan       | Damayanthi Dharsha | K. M. Beenamol  | Swetlana Bodrizkaja |
| 2006        | Doha        | Olga Tereschkowa   | Manjeet Kaur    | Asami Tanno         |
| 2010        | Guangzhou   | Olga Tereschkowa   | Asami Chiba     | Marina Masljonko    |
| 2014        | Incheon     | Kemi Adekoya       | Quách Thị Lan   | M. R. Poovamma      |
| 2018        | Jakarta     | Salwa Eid Naser    | Hima Das        | Elina Michina       |
| 2022        | Hangzhou    | Kemi Adekoya       | Salwa Eid Naser | Shereen Vallabouy   |

### 800 m
| Asienspiele | Asienspiele | Gold                  | Silber               | Bronze                    |
| ----------- | ----------- | --------------------- | -------------------- | ------------------------- |
| 1962        | Jakarta     | Chizuko Tanaka        | Ryuko Hirano         | Soewatini                 |
| 1966        | Bangkok     | Hana Shezifi          | Yoko Miyamoto        | Yasuyo Mishima            |
| 1970        | Bangkok     | Hana Shezifi          | Nobuko Kawano        | Isabel Cruz               |
| 1974        | Teheran     | Nobuko Kawano         | Miyako Inoue         | Li Dan                    |
| 1978        | Bangkok     | Geeta Zutshi          | Jung Dong-sun        | Chang Yong-ae             |
| 1982        | Neu-Delhi   | Chang Yong-ae         | Geeta Zutshi         | Guo Guimei                |
| 1986        | Seoul       | Lim Chun-ae           | Yang Liuxia          | Josephine Mary Singarayar |
| 1990        | Peking      | Li Wenhong            | Zheng Lijuan         | Rosa Kutty                |
| 1994        | Hiroshima   | Qu Yunxia             | Liu Li               | Shiny Wilson              |
| 1998        | Bangkok     | Jyotirmoyee Sikdar    | Rosa Kutty           | Wang Yuanping             |
| 2002        | Busan       | K. M. Beenamol        | Madhuri Singh        | Zamira Amirova            |
| 2006        | Doha        | Maryam Yusuf Jamal    | Wiktorija Jalowzewa  | Zamira Amirova            |
| 2010        | Guangzhou   | Margarita Mazko       | Trương Thanh Hằng    | Tintu Lukka               |
| 2014        | Incheon     | Margarita Mukaschewa  | Tintu Lukka          | Zhao Jing                 |
| 2018        | Jakarta     | Wang Chunyu           | Margarita Mukaschewa | Manal el-Bahraoui         |
| 2022        | Hangzhou    | Tharushi Karunarathna | Harmilan Bains       | Wang Chunyu               |

### 1500 m
| Asienspiele | Asienspiele | Gold                | Silber            | Bronze            |
| ----------- | ----------- | ------------------- | ----------------- | ----------------- |
| 1970        | Bangkok     | Hana Shezifi        | Miyako Inoue      | Lee Chiu-hsia     |
| 1974        | Teheran     | Song Meihua         | Yang Yanying      | Hana Shezifi      |
| 1978        | Bangkok     | Kim Ok-sun          | Geeta Zutshi      | Choi Yung-ran     |
| 1982        | Neu-Delhi   | Chang Yong-ae       | Geeta Zutshi      | Kim Ok-sun        |
| 1986        | Seoul       | Lim Chun-ae         | Yang Liuxia       | Kim Wei-ja        |
| 1990        | Peking      | Zheng Lijuan        | Jiang Shuling     | Khin Khin Htwe    |
| 1994        | Hiroshima   | Qu Yunxia           | Yan Wei           | Khin Khin Htwe    |
| 1998        | Bangkok     | Jyotirmoyee Sikdar  | Wang Qingfen      | Sunita Rani       |
| 2002        | Busan       | Sunita Rani         | Tatjana Borissowa | Yoshiko Ichikawa  |
| 2006        | Doha        | Maryam Yusuf Jamal  | Yuriko Kobayashi  | Sinimole Paulose  |
| 2010        | Guangzhou   | Maryam Yusuf Jamal  | Trương Thanh Hằng | Mimi Belete       |
| 2014        | Incheon     | Maryam Yusuf Jamal  | Mimi Belete       | Jaisha Orchatteri |
| 2018        | Jakarta     | Kalkidan Gezahegne  | Tigist Gashaw     | P. U. Chitra      |
| 2022        | Hangzhou    | Winfred Mutile Yavi | Harmilan Bains    | Marta Yota        |

### 5000 m
| Asienspiele | Asienspiele | Gold               | Silber            | Bronze                      |
| ----------- | ----------- | ------------------ | ----------------- | --------------------------- |
| 1998        | Bangkok     | Supriyati Sutono   | Sunita Rani       | Michiko Shimizu             |
| 2002        | Busan       | Sun Yingjie        | Kayoko Fukushi    | Sunita Rani                 |
| 2006        | Doha        | Xue Fei            | Kayo Sugihara     | Jaisha Orchatteri           |
| 2010        | Guangzhou   | Mimi Belete        | Preeja Sreedharan | Kavita Raut                 |
| 2014        | Incheon     | Maryam Yusuf Jamal | Mimi Belete       | Ding Changqin               |
| 2018        | Jakarta     | Kalkidan Gezahegne | Darja Maslowa     | Bontu Rebitu                |
| 2022        | Hangzhou    | Parul Chaudhary    | Ririka Hironaka   | Caroline Chepkoech Kipkirui |

### 10.000 m
| Asienspiele | Asienspiele | Gold                | Silber              | Bronze                      |
| ----------- | ----------- | ------------------- | ------------------- | --------------------------- |
| 1986        | Seoul       | Wang Xiuting        | Kumi Araki          | Xiao Hongyan                |
| 1990        | Peking      | Zhong Huandi        | Wang Xiuting        | Akemi Matsuno               |
| 1994        | Hiroshima   | Wang Junxia         | Dong Li             | Miki Igarashi               |
| 1998        | Bangkok     | Yūko Kawakami       | Zheng Guixia        | Chiemi Takahashi            |
| 2002        | Busan       | Sun Yingjie         | Kayoko Fukushi      | Xing Huina                  |
| 2006        | Doha        | Kayoko Fukushi      | Kareema Saleh Jasim | Hiromi Ōminami              |
| 2010        | Guangzhou   | Preeja Sreedharan   | Kavita Raut         | Shitaye Eshete              |
| 2014        | Incheon     | Alia Saeed Mohammed | Ding Changqin       | Ayumi Hagiwara              |
| 2018        | Jakarta     | Darja Maslowa       | Eunice Chumba       | Zhang Deshun                |
| 2022        | Hangzhou    | Violah Jepchumba    | Ririka Hironaka     | Caroline Chepkoech Kipkirui |

### Marathon
| Asienspiele | Asienspiele | Gold                  | Silber           | Bronze            |
| ----------- | ----------- | --------------------- | ---------------- | ----------------- |
| 1986        | Seoul       | Eriko Asai            | Misako Miyahara  | Wen Yanmin        |
| 1990        | Peking      | Zhao Youfeng          | Kumi Araki       | Lee Mi-ok         |
| 1994        | Hiroshima   | Zhong Huandi          | Zhang Lirong     | Nobuko Fujimura   |
| 1998        | Bangkok     | Naoko Takahashi       | Kim Chang-ok     | Tomoko Kai        |
| 2002        | Busan       | Ham Bong-sil          | Harumi Hiroyama  | Hiromi Ōminami    |
| 2006        | Doha        | Zhou Chunxiu          | Kiyoko Shimahara | Kayoko Obata      |
| 2010        | Guangzhou   | Zhou Chunxiu          | Zhu Xiaolin      | Kim Kum-ok        |
| 2014        | Incheon     | Eunice Jepkirui Kirwa | Ryōko Kizaki     | Lishan Dula       |
| 2018        | Jakarta     | Rose Chelimo          | Keiko Nogami     | Choi Kyung-sun    |
| 2022        | Hangzhou    | Eunice Chumba         | Zhang Deshun     | Sardana Trofimowa |

### 100 m Hürden
| Asienspiele | Asienspiele | Gold              | Silber              | Bronze            |
| ----------- | ----------- | ----------------- | ------------------- | ----------------- |
| 1970        | Bangkok     | Esther Roth       | Ayako Natsume       | Lin Yueh-hsiang   |
| 1974        | Teheran     | Esther Roth       | Tomomi Hayashida    | Miyuki Iioka      |
| 1978        | Bangkok     | Dai Jianhua       | Tamie Motegi        | Xie Lizhen        |
| 1982        | Neu-Delhi   | Emi Akimoto       | Chizuko Akimoto     | Dai Jianhua       |
| 1986        | Seoul       | Chen Kemei        | Chizuko Akimoto     | Naomi Jojima      |
| 1990        | Peking      | Liu Huajin        | Luo Bin             | Chizuko Akimoto   |
| 1994        | Hiroshima   | Olga Schischigina | Zhou Hongyang       | Zhang Yu          |
| 1998        | Bangkok     | Olga Schischigina | Liu Jing            | Sriyani Kulawansa |
| 2002        | Busan       | Feng Yun          | Su Yiping           | Trecia Roberts    |
| 2006        | Doha        | Liu Jing          | Feng Yun            | Lee Yeon-kyung    |
| 2010        | Guangzhou   | Lee Yeon-kyung    | Natalja Iwoninskaja | Sun Yawei         |
| 2014        | Incheon     | Wu Shuijiao       | Sun Yawei           | Ayako Kimura      |
| 2018        | Jakarta     | Jung Hye-lim      | Emilia Nova         | Lui Lai Yiu       |
| 2022        | Hangzhou    | Lin Yuwei         | Jyothi Yarraji      | Yumi Tanaka       |

### 400 m Hürden
| Asienspiele | Asienspiele | Gold              | Silber          | Bronze                |
| ----------- | ----------- | ----------------- | --------------- | --------------------- |
| 1978        | Bangkok     | Chen Xin          | Li Sulan        | Masae Kiguchi         |
| 1982        | Neu-Delhi   | M. D. Valsamma    | Yumiko Aoi      | Liu Guihua            |
| 1986        | Seoul       | P. T. Usha        | Zhao Qianqian   | Chen Juying           |
| 1990        | Peking      | Chen Juying       | Chen Dongmei    | Elma Muros            |
| 1994        | Hiroshima   | Leng Xueyan       | Hsu Pei-chin    | Natalja Torschina     |
| 1998        | Bangkok     | Natalja Torschina | Hsu Pei-chin    | Li Yulian             |
| 2002        | Busan       | Natalja Torschina | Song Yinglan    | Yao Yuehua            |
| 2006        | Doha        | Huang Xiaoxiao    | Satomi Kubokura | Noraseela Mohd Khalid |
| 2010        | Guangzhou   | Ashwini Akkunji   | Wang Xing       | Satomi Kubokura       |
| 2014        | Incheon     | Kemi Adekoya      | Satomi Kubokura | Xiao Xia              |
| 2018        | Jakarta     | Quách Thị Lan     | Aminat Jamal    | Anu Raghavan          |
| 2022        | Hangzhou    | Kemi Adekoya      | Mo Jiadie       | Vithya Ramraj         |

### 3000 m Hindernis
| Asienspiele | Asienspiele | Gold                | Silber          | Bronze          |
| ----------- | ----------- | ------------------- | --------------- | --------------- |
| 2010        | Guangzhou   | Sudha Singh         | Jin Yuan        | Minori Hayakari |
| 2014        | Incheon     | Ruth Jebet          | Li Zhenzhu      | Lalita Babar    |
| 2018        | Jakarta     | Winfred Mutile Yavi | Sudha Singh     | Nguyễn Thị Oanh |
| 2022        | Hangzhou    | Winfred Mutile Yavi | Parul Chaudhary | Preeti Lamba    |

### 4 × 100 m Staffel
| Asienspiele | Asienspiele | Gold                                                                                       | Silber                                                                                     | Bronze                                                                                             |
| ----------- | ----------- | ------------------------------------------------------------------------------------------ | ------------------------------------------------------------------------------------------ | -------------------------------------------------------------------------------------------------- |
| 1951        | Neu-Delhi   | Japan Kimiko Okamoto Taeko Sato Ayako Yoshikawa Kiyoko Sugimura                            | Indien Mary D'Souza Roshan Mistry Banoo Gulzar Pat Mendonca                                | Indonesien Triwulan Darwati Surjowati Lie Djiang Nio                                               |
| 1954        | Manila      | Indien Christine Brown Stephie D'Souza Violet Peters Mary D'Souza                          | Japan Kimiko Okamoto Atsuko Nambu Michiko Iwamoto Midori Tanaka                            | Philippinen Inocencia Solis Rogelia Ferrer Manolita Cinco Roberta Anore                            |
| 1958        | Tokio       | Japan Sakura Fukuyama Yoshie Fujii Ikuko Yoda Yuko Kobayashi                               | Philippinen Inocencia Solis Rogelia Ferrer Irene Penuela Francisca Sanopal                 | Indien Christine Brown Violet Peters Stephie D'Souza Mary Leela Rao                                |
| 1962        | Jakarta     | Philippinen Aida Molinos Francisca Sanopal Inocencia Solis Mona Sulaiman                   | Japan Haruko Yamazaki Takako Inokuchi Kiyoko Shimada Ikuko Yoda                            | Indonesien Soeratmi Ernawati Tomasoa Wiewiek Machwijar                                             |
| 1966        | Bangkok     | Japan Ritsuko Sukegawa Miho Sato Kishiko Ikeda Miyoko Tsujishita                           | Taiwan Chi Cheng Yeh Chu-mei Tien Ah-mei Huang Pi-yun                                      | Malaysia Mary Rajamani Cheryl Dorall Jacqueline Kleinman Rajemah Sheikh Ahmad                      |
| 1970        | Bangkok     | Japan Emiko Konishi Keiko Tsuchida Ritsuko Sato Keiko Yamada                               | Singapur Schushila Wadhumal Gan Bee Wah Maimoon Abu Bakar Glory Barnabas                   | Taiwan Liang Su-chiao Hung Mei-yu Huang Pi-yun Lin Chun-yu                                         |
| 1974        | Teheran     | Japan Keiko Yamada Emiko Konishi Sayo Yamoto Tomomi Hayashida                              | Volksrepublik China Meng Yuqiong He Zufen Xiao Zinong Kang Yueli                           | Singapur Eng Chiew Quay Chee Swee Lee Glory Barnabas Maimoon Azlan                                 |
| 1978        | Bangkok     | Thailand Usanee Laopinkarn Pusadee Sangvijit Wallapa Pinij Buspranee Ratanapol             | Japan Emiko Konishi Yukiko Osako Junko Kushibuchi Tomoko Maeda                             | Philippinen Amelita Saberon Lucila Tolentino Lorena Morcilla Lydia Silva-Netto                     |
| 1982        | Neu-Delhi   | Japan Emiko Konishi Hiromi Isozaki Emi Akimoto Junko Yoshida                               | Thailand Walapa Tangjitnusorn Jaree Patarach Sumalee Poosup Pusadee Sangvijit              | Südkorea Mo Myung-hee Chun Jung-shik Park Mi-sun Chun Kyung-mi                                     |
| 1986        | Seoul       | Volksrepublik China Pan Weixin Shao Liwei Luo Xin Tian Yumei                               | Thailand Jaree Patarach Reawadee Srithoa Ratjai Sripet Walapa Tangjitnusorn                | Südkorea Yoon Mi-kyong An Sin-young Park Mi-sun Lee Young-sook                                     |
| 1990        | Peking      | Volksrepublik China Huang Xiaoyan Tian Yumei Wang Ping Zhang Caihua                        | Indien Zenia Ayrton Ashwini Nachappa Kutty Saramma P. T. Usha                              | Thailand Nednapa Chommuak Reawadee Srithoa Ratjai Sripet Pronpim Srisurat                          |
| 1994        | Hiroshima   | Volksrepublik China Chen Yan Liu Xiaomei Ou Yanlan Huang Xiaoyan                           | Thailand Naparat Suajongprue Dokjun Dokduang Nednapa Chommuak Kwuanfah Inchareon           | Japan Kanae Itō Toshie Kitada Kazue Kakinuma Tomomi Kaneko                                         |
| 1998        | Bangkok     | Volksrepublik China Liang Yi Yan Jiankui Li Yali Li Xuemei                                 | Usbekistan Yelena Kvyatkovskaya Goʻzal Xubbiyeva Lyudmila Dmitriadi Lyubov Perepelova      | Thailand Savitree Srichure Supavadee Khawpeag Reawadee Watanasin Natthaporn Wongtiprat             |
| 2002        | Busan       | Volksrepublik China Zeng Xiujun Yan Jiankui Huang Mei Qin Wangping                         | Thailand Jutamass Tawoncharoen Supavadee Khawpeag Orranut Klomdee Trecia Roberts           | Usbekistan Anna Kazakova Goʻzal Xubbiyeva Lyudmila Dmitriadi Lyubov Perepelova                     |
| 2006        | Doha        | Volksrepublik China Wang Jing Chen Jue Han Ling Qin Wangping                               | Japan Tomoko Ishida Momoko Takahashi Takarako Nakamura Sakie Nobuoka                       | Chinesisch Taipeh Lin Yi-chun Chuang Shu-chuan Chen Ying-ru Yu Sheue-an                            |
| 2010        | Guangzhou   | Thailand Phatsorn Jaksuninkorn Neeranuch Klomdee Laphassaporn Tawoncharoen Nongnuch Sanrat | Volksrepublik China Tao Yujia Liang Qiuping Jiang Lan Ye Jiabei                            | Japan Mayumi Watanabe Momoko Takahashi Yumeka Sano Chisato Fukushima                               |
| 2014        | Incheon     | Volksrepublik China Tao Yujia Kong Lingwei Lin Huijun Wei Yongli                           | Kasachstan Swetlana Iwantschukowa Wiktorija Sjabkina Anastassija Tulapina Olga Safronowa   | Japan Anna Fujimori Kana Ichikawa Masumi Aoki Chisato Fukushima                                    |
| 2018        | Jakarta     | Bahrain Iman Essa Jasim Edidiong Odiong Hajar al-Khaldi Salwa Eid Naser                    | Volksrepublik China Liang Xiaojing Wei Yongli Ge Manqi Yuan Qiqi Huang Guifen Kong Lingwei | Kasachstan Wiktorija Sjabkina Elina Michina Swetlana Golendowa Olga Safronowa Rima Kaschafutdinowa |
| 2022        | Hangzhou    | Volksrepublik China Liang Xiaojing Wei Yongli Yuan Qiqi Ge Manqi                           | Thailand Supawan Thipat Supanich Poolkerd On-uma Chattha Sukanda Petraksa                  | Malaysia Azreen Nabila Alias Zaidatul Husniah Zulkifli Nur Afrina Batrisyia Shereen Vallabouy      |

### 4 × 400 m Staffel
| Asienspiele | Asienspiele | Gold                                                                       | Silber                                                                              | Bronze                                                                                      |
| ----------- | ----------- | -------------------------------------------------------------------------- | ----------------------------------------------------------------------------------- | ------------------------------------------------------------------------------------------- |
| 1974        | Teheran     | Japan Yuko Kitabayashi Motsuko Otsuka Miyako Inoue Nobuko Kawano           | Singapur Glory Barnabas Lee Tai Jong Maimoon Azlan Chee Swee Lee                    | Birma Than Than Mar Mar Min Nwe Nwe Yee Than Than Htay                                      |
| 1978        | Bangkok     | Japan Keiko Nagasawa Mayumi Kubota Tomoko Maeda Masae Kiguchi              | Volksrepublik China Huang Dongsheng Liang Lihua Guo Guimei Zhang Huifen             | Nordkorea Jang Geun-ok Chang Yong-ae Jung Dong-sun Kim Ok-sun                               |
| 1982        | Neu-Delhi   | Japan Hitomi Koshimoto Junko Yoshida Izumi Takahata Hiromi Isozaki         | Indien Rita Sen Hamida Banu M. D. Valsamma Padmini Thomas                           | Volksrepublik China Liang Yueling Liu Guihua Guo Guimei Gao Yanqing                         |
| 1986        | Seoul       | Indien M. D. Valsamma Vandana Rao Shiny Abraham P. T. Usha                 | Japan Keiko Honda Hitomi Koshimoto Ayako Arai Hiromi Isozaki                        | Volksrepublik China Zhao Qianqian Lin Zhenglan Chen Juying Huang Jing                       |
| 1990        | Peking      | Volksrepublik China Li Guilian Chen Juying Zhou Qing Li Wenhong            | Indien Pranati Mishra Shantimol Philips Kutty Saramma P. T. Usha                    | Malaysia Rabia Abdul Salam Sajaratuldur Hamzah Shanti Govindasamy Josephine Mary Singarayar |
| 1994        | Hiroshima   | Volksrepublik China Leng Xueyan Zhang Hengyun Cao Chunying Ma Yuqin        | Indien P. T. Usha G. V. Dhanalakshmi Shiny Wilson Kutty Saramma                     | Thailand Saleerat Srimek Reawadee Watanasin Sukanya Sang-nguen Noodang Phimphoo             |
| 1998        | Bangkok     | Volksrepublik China Zhang Henghua Chen Yuxiang Li Yulian Zhang Hengyun     | Indien Jincy Phillip Jyotirmoyee Sikdar Rosa Kutty K. M. Beenamol                   | Kasachstan Swetlana Badrankowa Natalja Torschina Swetlana Kasanina Swetlana Bodrizkaja      |
| 2002        | Busan       | Indien Jincy Phillip Manjeet Kaur Soma Biswas K. M. Beenamol               | Kasachstan Tatjana Roslanowa Natalja Torschina Olga Tereschkowa Swetlana Bodrizkaja | Volksrepublik China Qin Wangping Bo Fanfang Hou Xiufen Chen Yuxiang                         |
| 2006        | Doha        | Indien Sathi Geetha Pinki Pramanik Chitra Soman Manjeet Kaur               | Kasachstan Marina Masljonko Wiktorija Jalowzewa Tatjana Asarowa Olga Tereschkowa    | Volksrepublik China Han Ling Huang Xiaoxiao Tang Xiaoyin Li Xueji                           |
| 2010        | Guangzhou   | Indien Manjeet Kaur Sini Jose Ashwini Akkunji Mandeep Kaur                 | Kasachstan Marina Masljonko Wiktorija Jalowzewa Margarita Mazko Olga Tereschkowa    | Volksrepublik China Zheng Zhihui Tang Xiaoyin Chen Lin Chen Jingwen                         |
| 2014        | Incheon     | Indien Priyanka Pawar Tintu Lukka Mandeep Kaur M. R. Poovamma              | Japan Seika Aoyama Nanako Matsumoto Kana Ichikawa Asami Chiba                       | Volksrepublik China Li Manyuan Wang Huan Chen Jingwen Cheng Chong                           |
| 2018        | Jakarta     | Indien Hima Das M. R. Poovamma Sarita Gayakwad V. K. Vismaya               | Bahrain Aminat Jamal Iman Essa Jasim Edidiong Odiong Salwa Eid Naser                | Vietnam Nguyễn Thị Oanh Nguyễn Thị Hằng Hoàng Thị Ngọc Quách Thị Lan                        |
| 2022        | Hangzhou    | Bahrain Muna Mubarak Kemi Adekoya Zenab Moussa Ali Mahamat Salwa Eid Naser | Indien Vithya Ramraj Aishwarya Mishra Prachi Subha Venkatesan                       | Sri Lanka Nadeesha Ramanayake Jayeshi Uththara Lakshima Mendis Tharushi Karunarathna        |

### 20 km Gehen
| Asienspiele | Asienspiele | Gold          | Silber         | Bronze            |
| ----------- | ----------- | ------------- | -------------- | ----------------- |
| 2002        | Busan       | Wang Qingqing | Gao Kelian     | Swetlana Tolstaja |
| 2006        | Doha        | Liu Hong      | Ryoko Sakakura | He Dan            |
| 2010        | Guangzhou   | Liu Hong      | Masumi Fuchise | Li Yanfei         |
| 2014        | Incheon     | Lü Xiuzhi     | Khushbir Kaur  | Jeon Yeong-eun    |
| 2018        | Jakarta     | Yang Jiayu    | Qoijing Gyi    | Kumiko Okada      |
| 2022        | Hangzhou    | Yang Jiayu    | Ma Zhenxia     | Nanako Fujii      |

### Hochsprung
| Asienspiele | Asienspiele | Gold                | Silber                             | Bronze                |
| ----------- | ----------- | ------------------- | ---------------------------------- | --------------------- |
| 1951        | Neu-Delhi   | Koyoko Yoneda       | Taeko Satō                         | Marie Semoes          |
| 1954        | Manila      | Ahuva Kraus         | Miyoko Takahashi                   | Mieko Muro            |
| 1958        | Tokio       | Emiko Kamiya        | Lolita Lagrosas                    | Yumiko Kondo          |
| 1962        | Jakarta     | Kinuko Tsutsumi     | Myint Myint Aye Tiparpan Leenasean |                       |
| 1966        | Bangkok     | Mami Takeda         | Lolita Lagrosas                    | Cheong Wai Hing       |
| 1970        | Bangkok     | Michiyo Inaoka      | Kumie Suzuki                       | Lolita Lagrosas       |
| 1974        | Teheran     | Orit Abramovitz     | Tomomi Hayashida                   | Miyuki Iioka          |
| 1978        | Bangkok     | Zheng Dazhen        | Tamami Yagi                        | Yang Wenqin           |
| 1982        | Neu-Delhi   | Zheng Dazhen        | Hisayo Fukumitsu                   | Yang Wenqin           |
| 1986        | Seoul       | Megumi Satō         | Zheng Dazhen                       | Kim Hee-sun           |
| 1990        | Peking      | Megumi Satō         | Kim Hee-sun Cao Zhongping          |                       |
| 1994        | Hiroshima   | Svetlana Munkova    | Swetlana Salewskaja                | Rassamee Taemsri      |
| 1998        | Bangkok     | Yoko Ota            | Jin Ling                           | Anna Tschernzowa      |
| 2002        | Busan       | Tatjana Jefimenko   | Bobby Aloysius Marina Korschowa    |                       |
| 2006        | Doha        | Marina Aitowa       | Tatjana Jefimenko Zheng Xingjuan   |                       |
| 2010        | Guangzhou   | Svetlana Radzivil   | Nadiya Dusanova                    | Zheng Xingjuan        |
| 2014        | Incheon     | Svetlana Radzivil   | Zheng Xingjuan                     | Nadiya Dusanova       |
| 2018        | Jakarta     | Svetlana Radzivil   | Nadiya Dusanova                    | Nadeschda Dubowizkaja |
| 2022        | Hangzhou    | Safina Saʼdullayeva | Svetlana Radzivil                  | Nadeschda Dubowizkaja |

### Stabhochsprung
| Asienspiele | Asienspiele | Gold        | Silber                 | Bronze                        |
| ----------- | ----------- | ----------- | ---------------------- | ----------------------------- |
| 1998        | Bangkok     | Cai Weiyan  | Masumi Ono             | Sun Caiyun                    |
| 2002        | Busan       | Gao Shuying | Masumi Ono             | Qin Xia                       |
| 2006        | Doha        | Gao Shuying | Roslinda Samsu         | Ikuko Nishikori Zhao Yingying |
| 2010        | Guangzhou   | Li Caixia   | Li Ling                | Tomomi Abiko                  |
| 2014        | Incheon     | Li Ling     | Tomomi Abiko           | Lim Eun-ji                    |
| 2018        | Jakarta     | Li Ling     | Chayanisa Chomchuendee | Lim Eun-ji                    |
| 2022        | Hangzhou    | Li Ling     | Misaki Morota          | Niu Chunge                    |

### Weitsprung
| Asienspiele | Asienspiele | Gold                | Silber               | Bronze                |
| ----------- | ----------- | ------------------- | -------------------- | --------------------- |
| 1951        | Neu-Delhi   | Kiyoko Sugimura     | Ayako Yoshikawa      | Sylvia Gauntlet       |
| 1954        | Manila      | Yoshie Takahashi    | Atsuko Nambu         | Mikiko Tazaki         |
| 1958        | Tokio       | Visitación Badana   | Mikiko Tazaki        | Huang Hsing           |
| 1962        | Jakarta     | Sachiko Kishimoto   | Fumiko Itō           | Maureen Ann Lee       |
| 1966        | Bangkok     | Chi Cheng           | Emiko Kōmaru         | Christine Forage      |
| 1970        | Bangkok     | Hiroko Yamashita    | Esther Shachamorov   | Keiko Tsuchida        |
| 1974        | Teheran     | Xiao Jieping        | Kang Yueli           | Hiroko Yamashita      |
| 1978        | Bangkok     | Zou Wa              | Angel Mary Joseph    | Sumie Awara           |
| 1982        | Neu-Delhi   | Liao Wenfen         | Mercy Kuttan         | Li Huirong            |
| 1986        | Seoul       | Liao Wenfen         | Huang Donghuo        | Minako Isogai         |
| 1990        | Peking      | Xiong Qiying        | Liu Shuzhen          | Ri Yong-ae            |
| 1994        | Hiroshima   | Yao Weili           | Li Jing              | Elma Muros            |
| 1998        | Bangkok     | Guan Yingnan        | Yu Yiqun             | Jelena Perschina      |
| 2002        | Busan       | Anju Bobby George   | Maho Hanaoka         | Jelena Koschtschejewa |
| 2006        | Doha        | Kumiko Ikeda        | Anju Bobby George    | Olga Rypakowa         |
| 2010        | Guangzhou   | Jung Soon-ok        | Olga Rypakowa        | Yuliya Tarasova       |
| 2014        | Incheon     | Maria Natalia Londa | Bùi Thị Thu Thảo     | Jiang Yanfei          |
| 2018        | Jakarta     | Bùi Thị Thu Thảo    | Neena Varakil        | Xu Xiaoling           |
| 2022        | Hangzhou    | Xiong Shiqi         | Ancy Sojan Edappilly | Tiffany Yue           |

### Dreisprung
| Asienspiele | Asienspiele | Gold              | Silber                | Bronze               |
| ----------- | ----------- | ----------------- | --------------------- | -------------------- |
| 1998        | Bangkok     | Ren Ruiping       | Wu Lingmei            | Wiktoriýa Brigadnaýa |
| 2002        | Busan       | Huang Qiuyan      | Zhang Hao             | Tatjana Botscharowa  |
| 2006        | Doha        | Xie Limei         | Anastasiya Juravlyeva | Li Qian              |
| 2010        | Guangzhou   | Olga Rypakowa     | Xie Limei             | Thitima Muangjan     |
| 2014        | Incheon     | Olga Rypakowa     | Aleksandra Kotlyarova | Irina Ektowa         |
| 2018        | Jakarta     | Olga Rypakowa     | Parinya Chuaimaroeng  | Vũ Thị Mến           |
| 2022        | Hangzhou    | Sharifa Davronova | Zeng Rui              | Mariko Morimoto      |

### Kugelstoßen
| Asienspiele | Asienspiele | Gold           | Silber          | Bronze              |
| ----------- | ----------- | -------------- | --------------- | ------------------- |
| 1951        | Neu-Delhi   | Toyoko Yoshino | Fumi Kojima     | Barbara Webster     |
| 1954        | Manila      | Toyoko Yoshino | Motoko Yoshida  | Yuriko Mizoguchi    |
| 1958        | Tokio       | Seiko Obonai   | Motoko Yoshida  | Wu Jin-yun          |
| 1962        | Jakarta     | Seiko Obonai   | Yasuko Matsuda  | Mona Sulaiman       |
| 1966        | Bangkok     | Ryoko Sugiyama | Yuko Sawada     | Wu Jin-yun          |
| 1970        | Bangkok     | Paik Ok-jag    | Satoe Matsuzaki | Yoko Saito          |
| 1974        | Teheran     | Paik Ok-jag    | Gao Yukui       | Kayoko Hayashi      |
| 1978        | Bangkok     | Shen Lijuan    | Lü Cheng        | Kayoko Hayashi      |
| 1982        | Neu-Delhi   | Li Meisu       | Shen Lijuan     | Tetsuko Watase      |
| 1986        | Seoul       | Huang Zhihong  | Cong Yuzhen     | Aya Suzuki          |
| 1990        | Peking      | Sui Xinmei     | Huang Zhihong   | Chong Chun-hwa      |
| 1994        | Hiroshima   | Sui Xinmei     | Zhang Liuhong   | Sunisa Yooyao       |
| 1998        | Bangkok     | Li Meisu       | Cheng Xiaoyan   | Juttaporn Krasaeyan |
| 2002        | Busan       | Li Meiju       | Lee Myung-sun   | Juttaporn Krasaeyan |
| 2006        | Doha        | Li Ling        | Li Meiju        | Lin Chia-ying       |
| 2010        | Guangzhou   | Li Ling        | Gong Lijiao     | Lee Mi-young        |
| 2014        | Incheon     | Gong Lijiao    | Leila Rajabi    | Guo Tianqian        |
| 2018        | Jakarta     | Gong Lijiao    | Gao Yang        | Noora Salem Jasim   |
| 2022        | Hangzhou    | Gong Lijiao    | Song Jiayuan    | Kiran Baliyan       |

### Diskuswurf
| Asienspiele | Asienspiele | Gold                 | Silber                      | Bronze               |
| ----------- | ----------- | -------------------- | --------------------------- | -------------------- |
| 1951        | Neu-Delhi   | Toyoko Yoshino       | Fumi Kojima                 | Annie Salamun        |
| 1954        | Manila      | Toyoko Yoshino       | Taeko Nomura                | Yuriko Mizoguchi     |
| 1958        | Tokio       | Hiroko Uchida        | Seiko Obonai                | Huang Chun-mien      |
| 1962        | Jakarta     | Keiko Murase         | Seiko Obonai                | Josephine de la Viña |
| 1966        | Bangkok     | Josephine de la Viña | Yuko Tsunoda                | Han Dong-si          |
| 1970        | Bangkok     | Teruko Yagishita     | Yoko Saito                  | Paik Ok-ja           |
| 1974        | Teheran     | Gao Yukui            | Daschdsewegiin Namdschilmaa | Matsuko Takahashi    |
| 1978        | Bangkok     | Li Xiaohui           | Wang Dan                    | Matsuko Takahashi    |
| 1982        | Neu-Delhi   | Li Xiaohui           | Xin Xiaoyan                 | Harumi Suzuki        |
| 1986        | Seoul       | Hou Xuemei           | Li Xiaohui                  | Lee Sang-yuk         |
| 1990        | Peking      | Hou Xuemei           | Yu Hourun                   | Ikuko Kitamori       |
| 1994        | Hiroshima   | Min Chunfeng         | Ikuko Kitamori              | Miyoko Nakanishi     |
| 1998        | Bangkok     | Luan Zhili           | Liu Fengying                | Neelam Jaswant Singh |
| 2002        | Busan       | Neelam Jaswant Singh | Song Aimin                  | Ma Shuli             |
| 2006        | Doha        | Song Aimin           | Ma Xuejun                   | Krishna Poonia       |
| 2010        | Guangzhou   | Li Yanfeng           | Song Aimin                  | Krishna Poonia       |
| 2014        | Incheon     | Seema Punia          | Lu Xiaoxin                  | Tan Jian             |
| 2018        | Jakarta     | Chen Yang            | Feng Bin                    | Seema Punia          |
| 2022        | Hangzhou    | Feng Bin             | Jiang Zhichao               | Seema Punia          |

### Hammerwurf
| Asienspiele | Asienspiele | Gold         | Silber      | Bronze           |
| ----------- | ----------- | ------------ | ----------- | ---------------- |
| 2002        | Busan       | Gu Yuan      | Liu Yinghui | Masumi Aya       |
| 2006        | Doha        | Zhang Wenxiu | Gu Yuan     | Masumi Aya       |
| 2010        | Guangzhou   | Zhang Wenxiu | Wang Zheng  | Yuka Murofushi   |
| 2014        | Incheon     | Zhang Wenxiu | Wang Zheng  | Manju Bala       |
| 2018        | Jakarta     | Luo Na       | Wang Zheng  | Hitomi Katsuyama |
| 2022        | Hangzhou    | Wang Zheng   | Zhao Jie    | Kim Tae-hui      |

### Speerwurf
| Asienspiele | Asienspiele | Gold            | Silber              | Bronze              |
| ----------- | ----------- | --------------- | ------------------- | ------------------- |
| 1951        | Neu-Delhi   | Toyoko Yoshino  | Miyoko Kato         | Barbara Webster     |
| 1954        | Manila      | Akiko Kurihara  | Yasuko Inden        | Vivencia Subido     |
| 1958        | Tokio       | Yoriko Shida    | Elizabeth Davenport | Karnah Soekarta     |
| 1962        | Jakarta     | Hiroko Satō     | Fujie Abe           | Elizabeth Davenport |
| 1966        | Bangkok     | Misako Katayama | Sachiko Senzaki     | Marcelina Alonso    |
| 1970        | Bangkok     | Nobuko Morita   | Sakiko Hara         | Lee Bok-soon        |
| 1974        | Teheran     | Zhou Maojia     | Mieko Takasaka      | Keiko Myogai        |
| 1978        | Bangkok     | Yao Ruiying     | Naomi Shibusawa     | Li Xia              |
| 1982        | Neu-Delhi   | Emi Matsui      | Li Shufen           | Minori Mori         |
| 1986        | Seoul       | Li Baolian      | Emi Matsui          | Jang Sun-hee        |
| 1990        | Peking      | Zhang Li        | Xu Demei            | Emi Matsui          |
| 1994        | Hiroshima   | Oksana Yarigina | Lee Young-sun       | Ha Xiaoyan          |
| 1998        | Bangkok     | Lee Young-sun   | Liang Lili          | Gurmeet Kaur        |
| 2002        | Busan       | Lee Young-sun   | Liang Lili          | Ha Xiaoyan          |
| 2006        | Doha        | Buoban Pamang   | Ma Ning             | Yuki Ebihara        |
| 2010        | Guangzhou   | Yuki Ebihara    | Xue Juan            | Li Lingwei          |
| 2014        | Incheon     | Zhang Li        | Li Lingwei          | Annu Rani           |
| 2018        | Jakarta     | Liu Shiying     | Lü Huihui           | Kim Kyung-ae        |
| 2022        | Hangzhou    | Annu Rani       | Dilhani Lekamge     | Lü Huihui           |

### Siebenkampf
| Asienspiele | Asienspiele | Gold                | Silber              | Bronze          |
| ----------- | ----------- | ------------------- | ------------------- | --------------- |
| 1982        | Neu-Delhi   | Ye Peisu            | Ye Lianying         | Tomoko Uchida   |
| 1986        | Seoul       | Zhu Yuqing          | Ye Lianying         | Ji Jeong-mi     |
| 1990        | Peking      | Ma Miaolan          | Dong Yuping         | Ma Chun-ping    |
| 1994        | Hiroshima   | Ghada Shouaa        | Zhang Xiaohui       | Ma Chun-ping    |
| 1998        | Bangkok     | Shen Shengfei       | Swetlana Kasanina   | Ma Chun-ping    |
| 2002        | Busan       | Shen Shengfei       | Soma Biswas         | J. J. Shobha    |
| 2006        | Doha        | Olga Rypakowa       | Soma Biswas         | J. J. Shobha    |
| 2010        | Guangzhou   | Yuliya Tarasova     | Yuki Nakata         | Pramila Aiyappa |
| 2014        | Incheon     | Yekaterina Voronina | Wang Qingling       | Yuliya Tarasova |
| 2018        | Jakarta     | Swapna Barman       | Wang Qingling       | Yuki Yamasaki   |
| 2022        | Hangzhou    | Nina Schultz        | Yekaterina Voronina | Nandini Agasara |

## Nicht mehr ausgetragene Bewerbe

### 3000 m
Dieser Bewerb wurde bei den Asienspielen zwischen 1978 und 1994 ausgetragen und anschließend durch den 5000-Meter-Lauf ersetzt.
| Asienspiele | Asienspiele | Gold         | Silber          | Bronze       |
| ----------- | ----------- | ------------ | --------------- | ------------ |
| 1978        | Bangkok     | Kim Ok-sun   | Lu Hongxiang    | Yang Yanying |
| 1982        | Neu-Delhi   | Kim Ok-sun   | Kim Chun-hwa    | Shino Izutsu |
| 1986        | Seoul       | Lim Chun-ae  | Zhang Xiuyun    | Suman Rawat  |
| 1990        | Peking      | Zhong Huandi | Kim Chun-mae    | Wang Huabi   |
| 1994        | Hiroshima   | Zhang Linli  | Harumi Hiroyama | Lu Ou        |

### 80 m Hürden
Dieser Bewerb wurde bei den Asienspielen zwischen 1951 und 1966 ausgetragen und anschließend durch den 100-Meter-Hürdenlauf ersetzt.
| Asienspiele | Asienspiele | Gold             | Silber            | Bronze         |
| ----------- | ----------- | ---------------- | ----------------- | -------------- |
| 1951        | Neu-Delhi   | Kyoko Yoneda     | Laura Dowdswell   | Taeko Satō     |
| 1954        | Manila      | Michiko Iwamoto  | Miyo Miyashita    | Tang Pui Wah   |
| 1958        | Tokio       | Michiko Iwamoto  | Francisca Sanopal | Manolita Cinco |
| 1962        | Jakarta     | Ikuko Yoda       | Francisca Sanopal | Kiyoko Shimada |
| 1966        | Bangkok     | Ritsuko Sukegawa | Takako Abe        | Manjit Walia   |

### 10.000 m Bahngehen
Dieser Bewerb wurde bei den Asienspielen zwischen 1986 und 1998 ausgetragen und anschließend durch das 20-km-Gehen ersetzt.
| Asienspiele | Asienspiele | Gold         | Silber        | Bronze            |
| ----------- | ----------- | ------------ | ------------- | ----------------- |
| 1986        | Seoul       | Guan Ping    | Xu Yongjiu    | Hideko Hirayama   |
| 1990        | Peking      | Chen Yueling | Jin Bingjie   | Fusako Masuda     |
| 1994        | Hiroshima   | Gao Hongmiao | Gu Yan        | Yūko Satō         |
| 1998        | Bangkok     | Liu Hongyu   | Rie Mitsumori | Swetlana Tolstaja |

### Fünfkampf
Dieser Bewerb wurde bei den Asienspielen zwischen 1966 und 1978 ausgetragen und anschließend durch den Siebenkampf ersetzt.
| Asienspiele | Asienspiele | Gold               | Silber            | Bronze          |
| ----------- | ----------- | ------------------ | ----------------- | --------------- |
| 1966        | Bangkok     | Michiko Okamoto    | Yeh Chu-mei       | Lolita Lagrosas |
| 1970        | Bangkok     | Esther Shachamorov | Lin Chun-yu       | Lolita Lagrosas |
| 1974        | Teheran     | Kyoko Shimizu      | Sun Yuxiang       | Zhang Yumei     |
| 1978        | Bangkok     | Ye Peisu           | Angel Mary Joseph | Guo Yu          |